# Veldgerst
Veldgerst (Hordeum secalinum Schreb.) is een overblijvende plant, die behoort tot de grassenfamilie (Poaceae). De soort staat op de Nederlandse Rode lijst van planten als algemeen voorkomend maar sterk afgenomen.
De plant wordt 30-80 cm hoog en heeft opstijgende stengels waar een knik in zit. De smalle bladeren zijn min of meer gevouwen. Het tongetje is 0,8 mm lang. De onderste bladscheden zijn ruwharig maar de bovenste kaal. De bovenste bladschede is weinig tot iets opgeblazen en sluit nauw om de stengel.

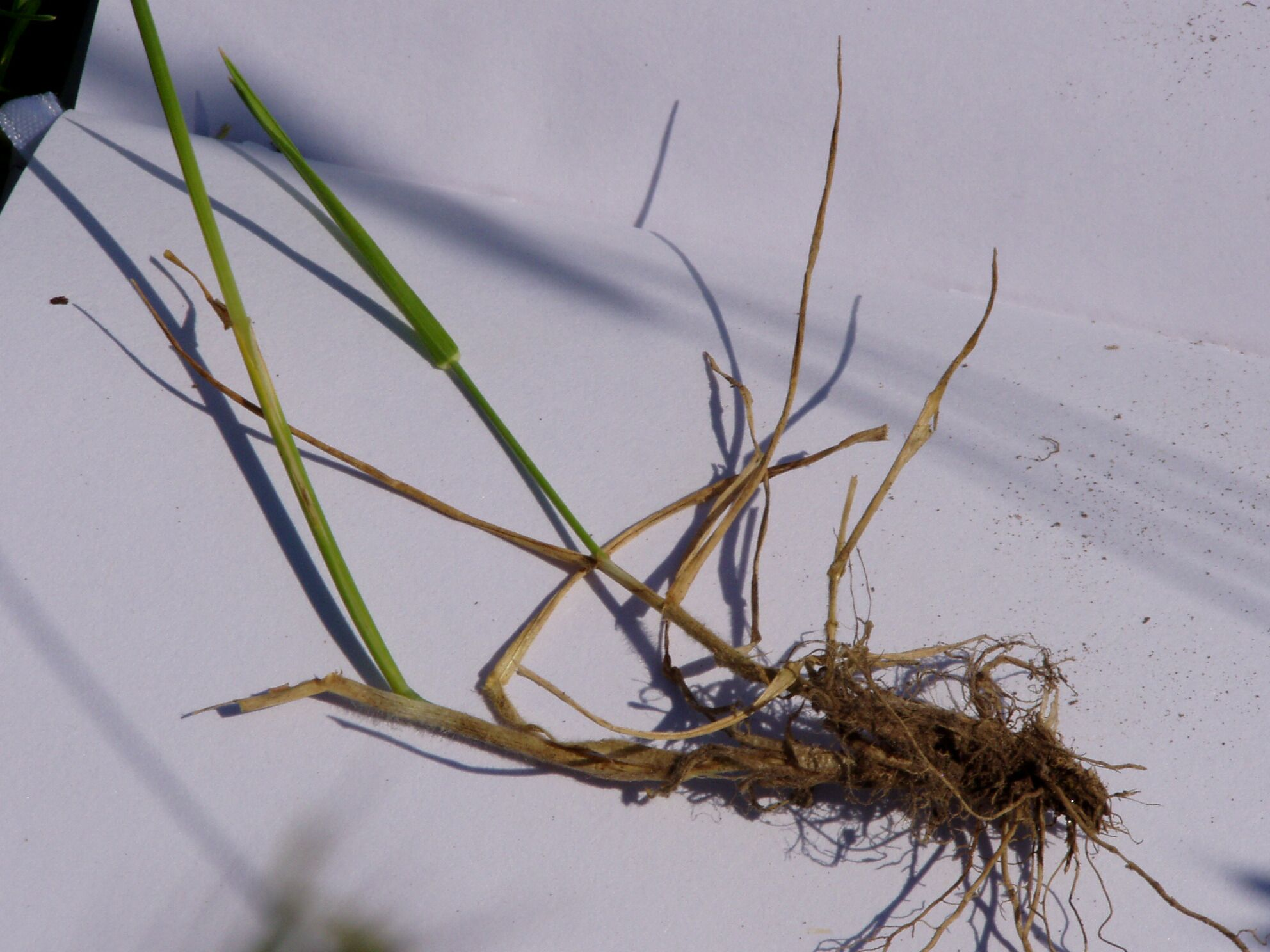
Stengels

Veldgerst bloeit van mei tot augustus. De bloeiwijze is een rechtopstaande, tot 5 cm lange aar. De zijdelingse aartjes zijn kleiner dan de middelste aartjes en hebben een lange steel. De kelkkafjes zijn naaldvormig. De kafnaald van het onderste kroonkafje (lemma) van het middelste aartje is één tot drie keer zo lang als de andere kafnaalden. De lichtgele helmhokjes zijn 2,4 mm lang. Als de aar rijp is breekt de aarspil in stukjes.
De vrucht is een graanvrucht.
De plant komt voor op zoete tot brakke, matig voedselrijke, lichte kleigrond in graslanden, op dijken en in bermen.

## In andere talen
- Duits: Wiesengerste, Roggengerste
- Engels: Meadow Barley
- Frans: Orge faux-seigle